# Ибарра, Элисабет
Элисабет «Эли» Ибарра Рабанчо (исп. Elisabeth "Eli" Ibarra Rabancho; род. 29 июня 1981, Аскойтиа, Страна Басков) — испанская футболистка, выступавшая на позициях защитника и полузащитника. Участница чемпионата мира 2015 года в составе национальной сборной.

## Карьера

### Клубная карьера
В футболе дебютировала в возрасте 13 лет в испанском женском футбольном клубе «Эйбар», в составе которого выступала на протяжении первых семи сезонов своей игровой карьеры.
В 2002 году перешла в другой испанский клуб «Атлетик Бильбао», где провела оставшуюся часть своей карьеры. Её первый выход на поле состоялся в победном матче против команды «Торрехон», завершившемся со счётом 7:1. Уже в первом сезоне команде удалось одержать победу в финале национального чемпионата, что впоследствии позволило ей удерживать чемпионский титул ещё на протяжении трёх сезонов. В сезонах 2006/07 и 2015/16 Ибарра вновь становилась чемпионкой страны.
Всего в составе команды приняла участие в 367 официальных матчах, отметившись 104 забитыми мячами. Кроме того, она занимает третье место в списке лучших бомбардиров команды. Завершила футбольную карьеру в мае 2017 года в возрасте 35 лет.

### Карьера в сборной
В 2002 году дебютировала в официальных матчах в составе женской национальной сборной Испании по футболу. В 2013 году вместе с командой выступала на чемпионате Европы по футболу среди женщин в Швеции, а в 2015 году — на чемпионате мира в Канаде.
Всего в составе национальной команды приняла участие в 44 матчах, отметившись двумя забитыми голами.

## Достижения
«Атлетик Бильбао»
- Чемпионка Испании: 2002/03, 2003/04, 2004/05, 2006/07, 2015/16